# جون فوسكو
جون فوسكو (بالإنجليزية: John Fusco)‏  (و. القرن 20  م) هو كاتب سيناريو أمريكي، ولد في واتربوري.

## التعليم
تعلم في مدرسة تيش العليا للفنون.

## أعمال بارزة
من أهم أعماله:
- المملكة المحرمة.

## وصلات خارجية
- جون فوسكو على موقع IMDb (الإنجليزية)
- جون فوسكو على موقع قاعدة بيانات الفيلم (الإنجليزية)

- جون فوسكو في قاعدة بيانات الأفلام على الإنترنت